# BRT Bangkok
BRT, wat staat voor Bus Rapid Transit, is een transportsysteem in Bangkok, Thailand. Het is eigendom van de Krungthep Thanakom PCL en wordt beheerd door Bangkok Mass Transit System.
De BRT is te vergelijken met de TransJakarta, eveneens een vorm van Hoogwaardig Openbaar Vervoer. Het was oorspronkelijk de bedoeling om in 2013 5 lijnen in gebruik te hebben. De aanleg van de eerste lijn, van Sathon naar Ratchaphruek, begon in 2007. De route werd op 29 mei 2010 in gebruik genomen voor testritten en is sinds 14 februari 2011 open voor publiek.
De overige vier geplande routes waren Mo Chit – Government Complex – Nonthaburi, Sathon – Suk Sawat, Don Mueang – Min Buri – Suvarnabhumi en Min Buri – Srinagarindra – Samrong. In september 2010 werd echter bekend dat de Mo Chit – Government Complex route geschrapt was. Ook de andere routes zijn niet aangelegd. De enige lijn zou medio 2023 beëindigd worden, maar dit is uitgesteld tot 2024.

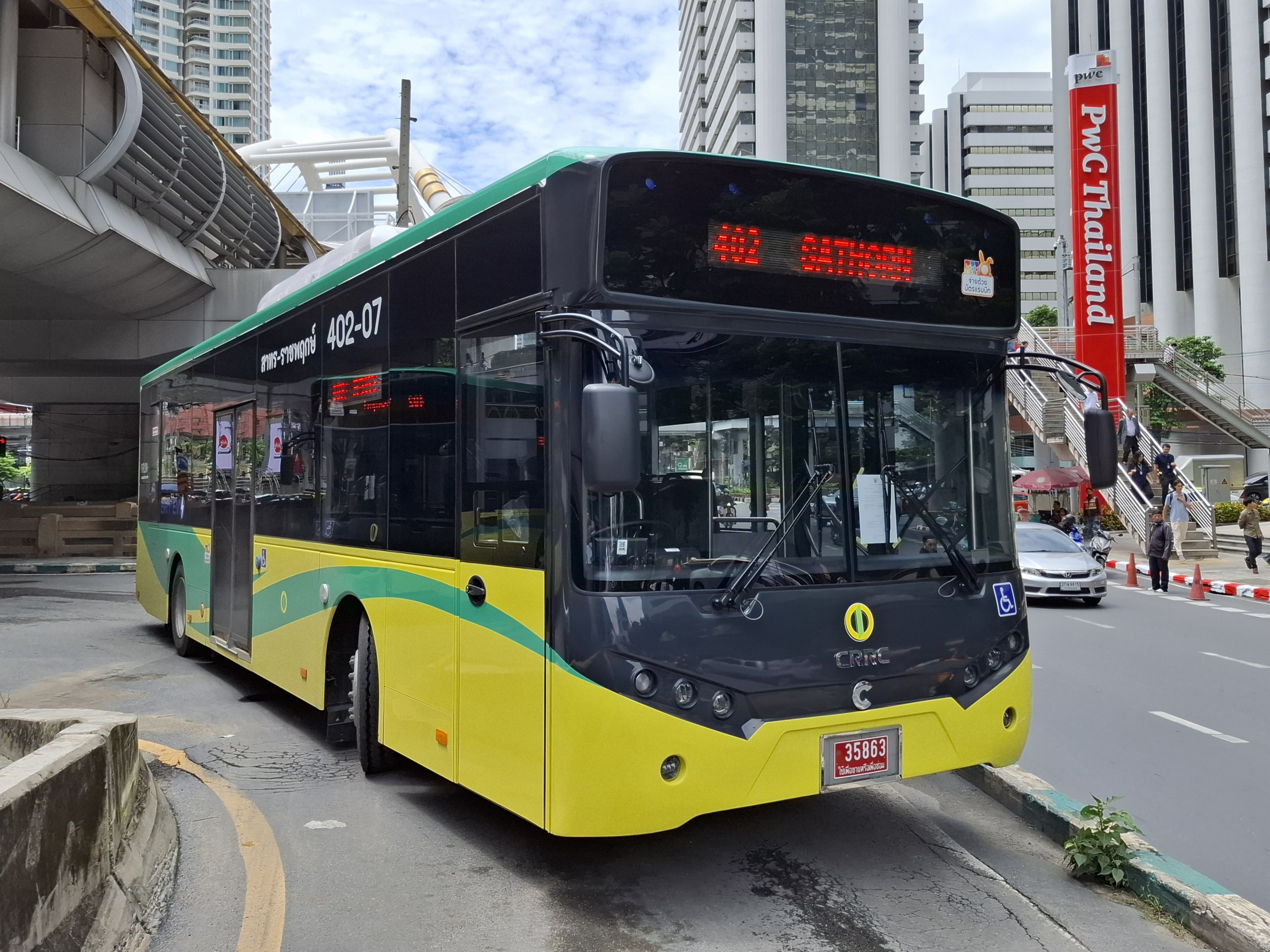
nieuwe EV-BRT sinds 2024
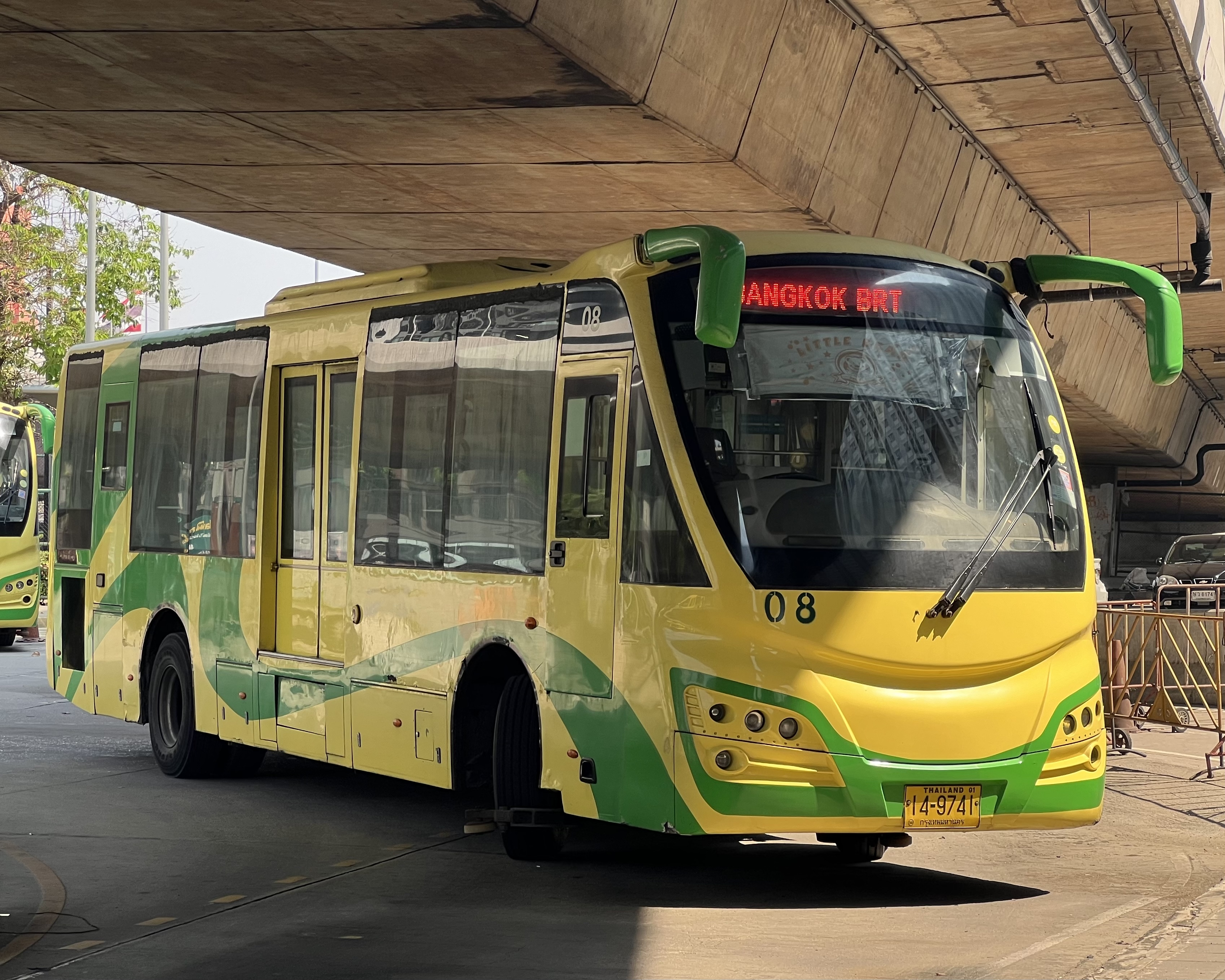
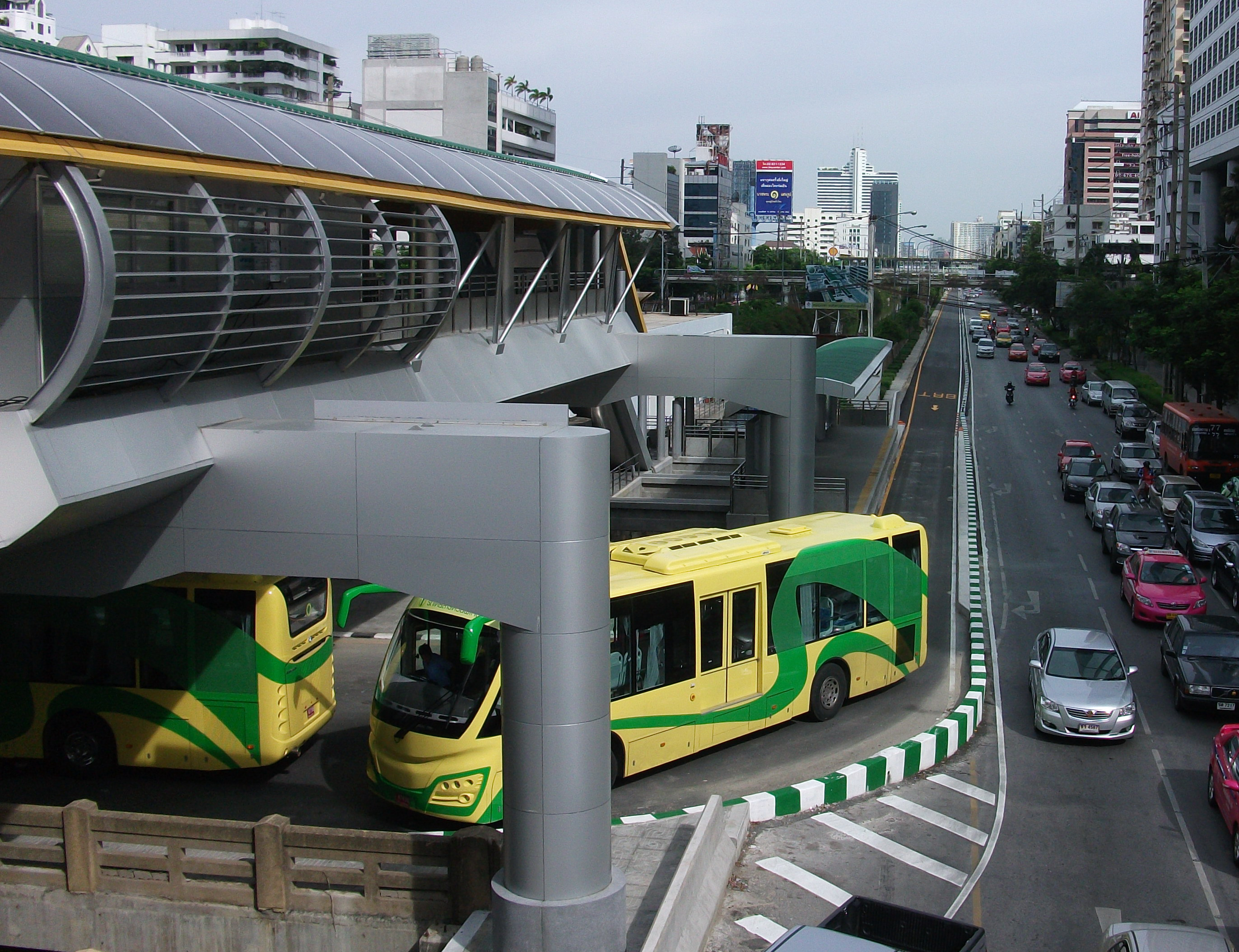
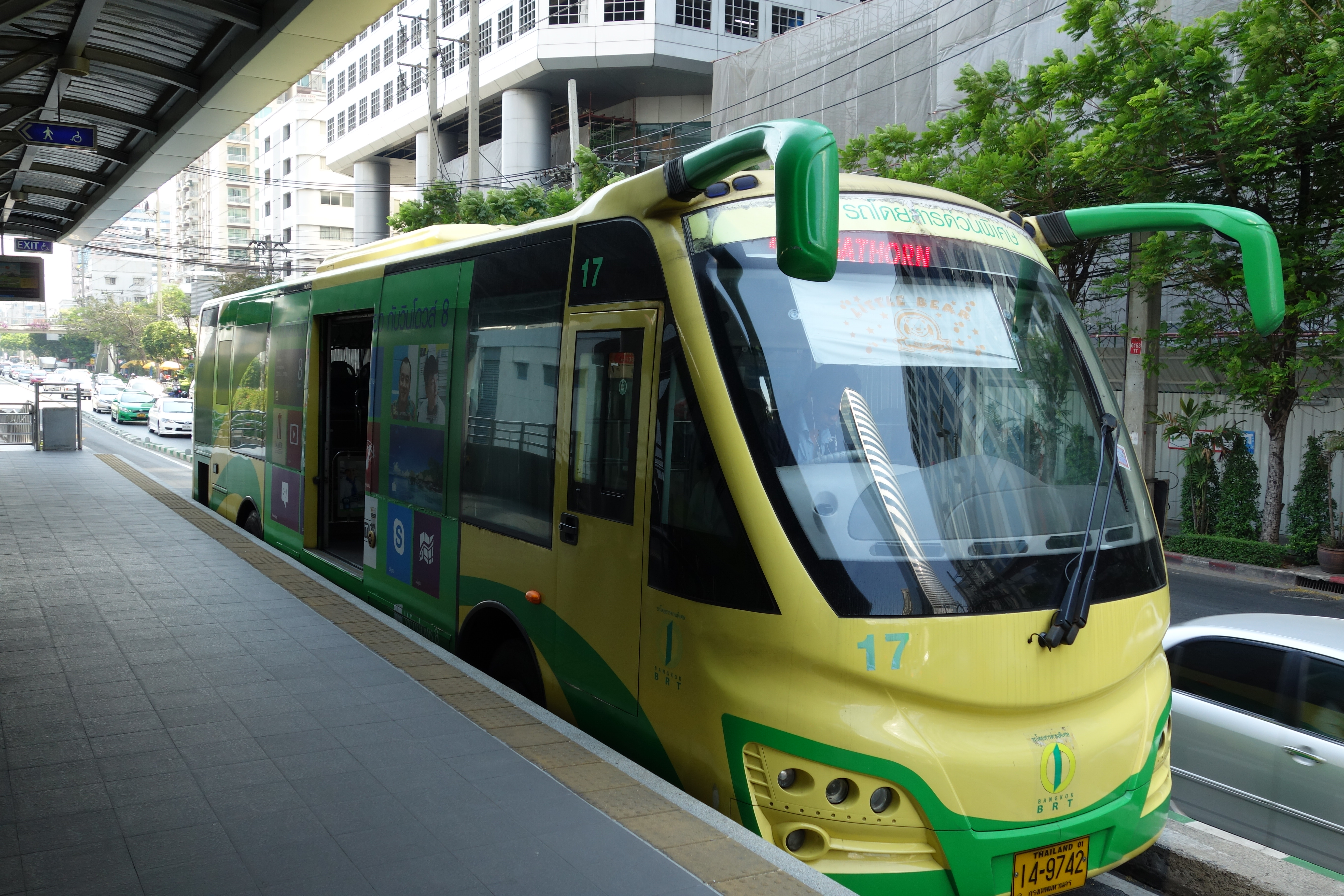